# Will Magnay
Will Scott Magnay (Brisbane, Queensland, 10 de junio de 1998) es un baloncestista australiano que pertenece a la plantilla del Mersin MSK de la BSL turca. Con 2,08 metros de estatura, juega en la posición de ala-pívot o pívot.

## Trayectoria deportiva

### Universidad
Jugó una temporada con los Golden Hurricane de la Universidad de Tulsa, en la que promedió 3,9 puntos, 3,0 rebotes y 0,9 tapones por partido.

#### Estadísticas
| Año     | Equipo | PJ | PT | MPP  | %TC  | %3P  | %TL  | RPP | APP | ROB | TPP | PPP |
| ------- | ------ | -- | -- | ---- | ---- | ---- | ---- | --- | --- | --- | --- | --- |
| 2016–17 | Tulsa  | 32 | 12 | 14.0 | .578 | .000 | .571 | 3.0 | 0.3 | 0.1 | 0.9 | 3.9 |

### Profesional
Al término de esa única temporada universitaria, regresó a su país para firmar por tres temporadas con los Brisbane Bullets. Tras dos temporadas jugando sobre todo en el filial, despuntó en la 2019-20, en la que promedió 8,3 puntos, 5,9 rebotes y 2,0 tapones por partido, siendo elegido jugador más mejorado de la NBL.
El 2 de diciembre de 2020 firmó un contrato dual con los New Orleans Pelicans de la NBA y su filial, los Erie BayHawks de la G League. Debutó en la NBA el 23 de marzo de 2021 contra Los Angeles Lakers. Fue despedido el 12 de abril.
El 8 de mayo de 2021, firma por el Perth Wildcats de la National Basketball League australiana.
En 2022, firma por los Tasmania JackJumpers de la National Basketball League australiana, con los que promedia 6 puntos (61.4% en tiros de dos, 20.0% en triples y 61.1% en libres), 4.1 rebotes y 1.0 tapones en 17.6 minutos (21 partidos jugados) en la Liga.
El 21 de febrero de 2023, firma por el Monbus Obradoiro de la Liga Endesa, hasta el final de la temporada.
El 9 de marzo de 2025 se comprometió con el Mersin MSK de la Basketbol Süper Ligi (BSL) turca para el resto de la temporada 2024-25.

### Selección nacional
Entre julio y agosto de 2024 fue parte de la selección absoluta de Australia, que disputó los Juegos Olímpicos de París, finalizando en sexta posición.

## Estadísticas de su carrera en la NBA

### Temporada regular
| Año     | Equipo      | PJ | PT | MPP | %TC  | %3P  | %TL | RPP | APP | ROB | TPP | PPP |
| ------- | ----------- | -- | -- | --- | ---- | ---- | --- | --- | --- | --- | --- | --- |
| 2020-21 | New Orleans | 1  | 0  | 3.0 | .000 | .000 | –   | .0  | .0  | .0  | .0  | .0  |
| Total   | Total       | 1  | 0  | 3.0 | .000 | .000 | –   | .0  | .0  | .0  | .0  | .0  |